# Klovningen (kulle i Antarktis)
Klovningen är en kulle i Antarktis. Den ligger i Östantarktis. Norge gör anspråk på området. Toppen på Klovningen är 1 408 meter över havet.
Terrängen runt Klovningen är varierad, och sluttar norrut. Trakten är glest befolkad. Närmaste befolkade plats är Troll research station, 5,8 kilometer norr om Klovningen.